# When I'm Sixty-Four
When I'm Sixty-Four är en låt på The Beatles album Sgt. Pepper's Lonely Hearts Club Band från 1967. Låten skrevs av Paul McCartney (men står som en Lennon/McCartney-komposition på skivan). When I'm Sixty-Four finns även med på nyutgåvan av Yellow Submarine som kom 1999. Låten är 2.38 lång och spelades in och mixades mellan den 6 och 21 december 1966. Paul fick idén till låten år 1966 när hans pappa Jim McCartney fyllde 64 år och därmed gick i pension.

## Instrumentation
- Paul McCartney: sång, piano, elbas
- John Lennon: körsång, gitarr
- George Harrison: gitarr
- Ringo Starr: trummor, klockor
- Robert Burns, Henry MacKenzie, Frank Reidy: klarinett

### Fotnoter
1. ↑  Prigozy and Raubicheck 2003, sid. 71.
2. ↑  Haugen 2004, sid. 169.